# Lijst van gemeentelijke monumenten in Lieren
Het dorp Lieren, onderdeel van de gemeente Apeldoorn, kent 11 gemeentelijke monumenten. Hieronder een overzicht.
| Object                                   | Bouwjaar | Architect | Locatie             | Coördinaten                  | Nr.         | Afbeelding                               |
| ---------------------------------------- | -------- | --------- | ------------------- | ---------------------------- | ----------- | ---------------------------------------- |
| Dorpshuis                                |          |           | Het Oude Veen 19    | 52° 9' 29" NB, 6° 0' 22" OL  | 0200/WN1157 | Dorpshuis                                |
| Dorpshuis                                |          |           | Het Oude Veen 21    | 52° 9' 28" NB, 6° 0' 22" OL  | 0200/WN1158 | Dorpshuis                                |
| Brugwachterswoning                       |          |           | Kanaal Zuid 268     | 52° 9' 57" NB, 5° 59' 59" OL | 0200/WN1159 | Brugwachterswoning                       |
| Brug                                     |          |           | Kanaal Zuid/Woudweg |                              | 0200/WN1160 | Meer afbeeldingen                        |
|                                          |          |           | Lierderstraat 36    | 52° 9' 51" NB, 5° 59' 25" OL | 0200/WN1161 |                                          |
| Schuur                                   |          |           | Molenvaart          | 52° 9' 42" NB, 5° 59' 36" OL | 0200/WN1162 | Schuur                                   |
| Boerderij                                |          |           | Molenvaart 34       | 52° 9' 40" NB, 5° 59' 41" OL | 0200/WN1163 | Boerderij                                |
| Bakhuisje                                |          |           | Molenvaart 36       | 52° 9' 41" NB, 5° 59' 40" OL | 0200/WN1164 | Bakhuisje                                |
| Metaalwarenfabriek, vml. wasserijcomplex |          |           | Molenvaart 47       | 52° 9' 41" NB, 5° 59' 51" OL | 0200/WN1165 | Metaalwarenfabriek, vml. wasserijcomplex |
| Metaalwarenfabriek, vml. wasserijcomplex |          |           | Molenvaart 49       | 52° 9' 42" NB, 5° 59' 51" OL | 0200/WN1166 | Metaalwarenfabriek, vml. wasserijcomplex |
|                                          |          |           | Wilmalaan 5         | 52° 9' 2" NB, 6° 0' 14" OL   | 0200/WN1167 |                                          |